# Philodicus propinquus
Philodicus propinquus är en tvåvingeart som beskrevs av Stanley Willard Bromley 1938. Philodicus propinquus ingår i släktet Philodicus och familjen rovflugor. Inga underarter finns listade i Catalogue of Life.